# Condado de Kalawao
El condado de Kalawao (en inglés: Kalawao County), fundado en 1905, es un condado en el estado estadounidense de Hawái. En 2020 el condado tenía una población de 82 habitantes en una densidad poblacional de 0,61 personas por km².

## Geografía
Según la Oficina del Censo, el condado tiene un área total de 135 km² (52,1 mi²), de la cual 34 km² (13,1 mi²) es tierra y 101 km² (39,0 mi²) (75%) es agua.

### Condados adyacentes
- Condado de Maui (sur)

## Localidades

### Áreas no incorporadas
Kalaupapa |
Kalawao |
Waikolu 